# Xyrias multiserialis
Xyrias multiserialis is een straalvinnige vissensoort uit de familie van slangalen (Ophichthidae). De wetenschappelijke naam van de soort is voor het eerst geldig gepubliceerd in 1939 door Norman.